# پاوو سالمینن
پاوو سالمینن (فنلاندی: Paavo Salminen; ۱۹ نوامبر ۱۹۱۱ – ۲۷ آوریل ۱۹۸۹) بازیکن فوتبال اهل فنلاند بود.
وی همچنین در تیم‌های ملی فوتبال فنلاند، و فنلاند، و فنلاند، بازی کرده‌است.